# 2007년 런던 영화 비평가 협회상
제28회 런던 영화 비평가 협회상의 시상식에 관한 내용이다.

## 수상 및 후보

### 작품상
- 노인을 위한 나라는 없다 - 에단 코엔 외 1명 수상

### 외국어영화상
- 타인의 삶 - 플로리안 헨켈 폰 도너스마르크 수상

### 작가상
- 타인의 삶 - 플로리안 헨켈 폰 도너스마르크 수상

### 여우주연상
- 라 비 앙 로즈 - 마리옹 꼬띠아르 수상

### 남우주연상
- 다니엘 데이-루이스 - 데어 윌 비 블러드 수상

### 영국감독상
- 본 얼티메이텀 - 폴 그린그래스 수상

### 영국여우주연상
- 어웨이 프롬 허 - 줄리 크리스티 수상

### 영국남우주연상
- 어톤먼트 - 제임스 맥어보이 수상

### 영국남우조연상
- 마이클 클레이튼 - 톰 윌킨슨 수상

### 영국여우조연상
- 어톤먼트 - 바네사 레드그레이브 수상
- 노인을 위한 나라는 없다 - 켈리 맥도날드 수상

### 신인상
- 컨트롤 - 안톤 코르빈 수상
- 컨트롤 - 샘 라일리 수상

### 애튼보로우 상
- 컨트롤 - 안톤 코르빈 수상